# Der Letzte der Ungerechten
Der Letzte der Ungerechten (französischer Originaltitel: Le Dernier des Injustes) ist ein 2013 von Claude Lanzmann fertiggestellter, knapp vierstündiger Interviewfilm mit Benjamin Murmelstein; der Name ist auch Titel eines 2011 von Ronny Loewy und Katharina Rauschenberger herausgegebenen Buches über Murmelstein und sein Interview mit Lanzmann von 1975.
Der Rabbiner Murmelstein war ein Funktionär der von den Nationalsozialisten aufgelösten Israelitischen Kultusgemeinde Wien bzw. des als Zwangsorgan danach eingerichteten Judenrats in Wien (unter dem ähnlich klingenden Namen „Jüdische Gemeinde Wien“). Er war auch der letzte der von den Nationalsozialisten ernannten und dazu gezwungenen Judenältesten im Ghetto Theresienstadt in Terezín.
Der Filmtitel geht auf Murmelstein zurück, der einmal sich selbst relativierend als den „Letzten der Ungerechten“ bezeichnete. Damit spielt er auf die talmudische Bezeichnung der letzten Retter der Juden vor Gott als der Gerechten (Tzaddik) an. Als Interviewpartner oder Darsteller sind im Film nur Benjamin Murmelstein und Claude Lanzmann zu sehen.

## Inhalt
Grundlage dieser Dokumentation ist ein 1975 von Lanzmann mit Murmelstein in Rom geführtes Interview, das im Zeitraum einer Woche insgesamt elf Stunden dauerte. Das dabei entstandene Filmmaterial verwendete Lanzmann jedoch nicht für seinen 1985 erschienenen Dokumentarfilm „Shoah“.
Murmelstein berichtete in dem Interview über die Zeit und sein Wirken als von den Nationalsozialisten eingesetzter jüdischer Funktionär in Wien, der die Ausreiseanträge mit organisierte, und als Judenältester im Ghetto Theresienstadt. Dabei erzählte er von seinen erzwungenen Kontakten zum SS-Führer Adolf Eichmann.
Lanzmann wollte mit diesem Film den Ruf der lang umstrittenen Person Murmelsteins wiederherstellen. Denn diesem wurde von einigen attestiert, unter extrem schwierigen Umständen das Menschenmögliche für seine Religionsgenossen getan zu haben, – andere verlangten für ihn die Todesstrafe.
In einem Interview zu dem Film nannte Lanzmann Murmelstein einen „Helden“, der „bis zuletzt gegen die Mörder gekämpft“ habe. Man sei mit Murmelstein „sehr ungerecht“ gewesen, der Film solle „Wiedergutmachung leisten“.
Zu den bereits 1975 aufgenommenen Interviewsequenzen mit Murmelstein wurden von Juli bis November 2012 Aufnahmen u. a. im heutigen Ghettomuseum in Terezín gedreht, in denen Lanzmann auf die dort seinerzeit herrschenden verbrecherischen Lebensbedingungen und die verübten Gräuel eingeht.
Ein deutscher Journalist bewertete den Film so: „Claude Lanzmann ist ein gnadenlos präziser Interviewer, der keine leichten Erklärungen durchgehen lässt. Murmelstein hingegen ist ein rhetorisch brillanter Erzähler, der die Vorgeschichte der Judenvernichtung durch die Nazis mit vernebelnden Propagandacoups wie dem Plan der Ausreise der polnischen Juden nach Madagaskar ausbreitet und auch mit der Legende vom schlichten Bürokraten Eichmann aufräumt“.

## Produktion
2013 wurde der Dokumentarfilm beim 66. Festival von Cannes außer Konkurrenz, d. h. nicht als Teil eines Wettbewerbs, gezeigt. Er gelangte im Herbst 2013 in die französischen Kinos. Der Kinostart in Deutschland war am 7. Mai 2015.
Der Film wurde gefördert durch: Österreichisches Filminstitut, Filmfonds Wien, Centre national du cinéma et de l’image animée und Région Île de France. Er entstand unter der Fernsehbeteiligung von ORF (Film/Fernseh-Abkommen), Canal Plus, France Télévision, France 3 Cinéma und Cine +. Drehorte waren Wien, Tschechien, Polen und Israel. Der Dreh des neuen Materials fand von Juli bis  November 2012 statt und die Dokumentation wurde im Frühjahr 2013 fertiggestellt.